# Claorhynchus
Claorhynchus (có nghĩa "mỏ vỡ", do dựa trên một xương vỡ vùng mỏ) là một chi khủng long ornithischia bị nghi ngờ. Nó từng được xem là cả hadrosauridae và một ceratopsidae, đôi khi được đồng nhất với Triceratops.